# Šmigovec, Snina
Šmigovec este o comună slovacă, aflată în districtul Snina din regiunea Prešov. Localitatea se află la altitudinea de 326 m deasupra n.m., se întinde pe o suprafață de 7,13 km2 și în 2017 număra 85 de locuitori. Se învecinează cu Ladomirov, Michajlov, Dúbrava, Hrabová Roztoka și Strihovce.

## Istoric
Localitatea Šmigovec este atestată documentar din 1569.

## Demografie
| An:                | 1994 | 2004    | 2014   | 2024   |
| ------------------ | ---- | ------- | ------ | ------ |
| Număr de persoane: | 123  | 92      | 85     | 78     |
| Diferență:         |      | −25,20% | −7,60% | −8,23% |

| An:                | 2023 | 2024   |
| ------------------ | ---- | ------ |
| Număr de persoane: | 79   | 78     |
| Diferență:         |      | −1,26% |